# Dirk Philips

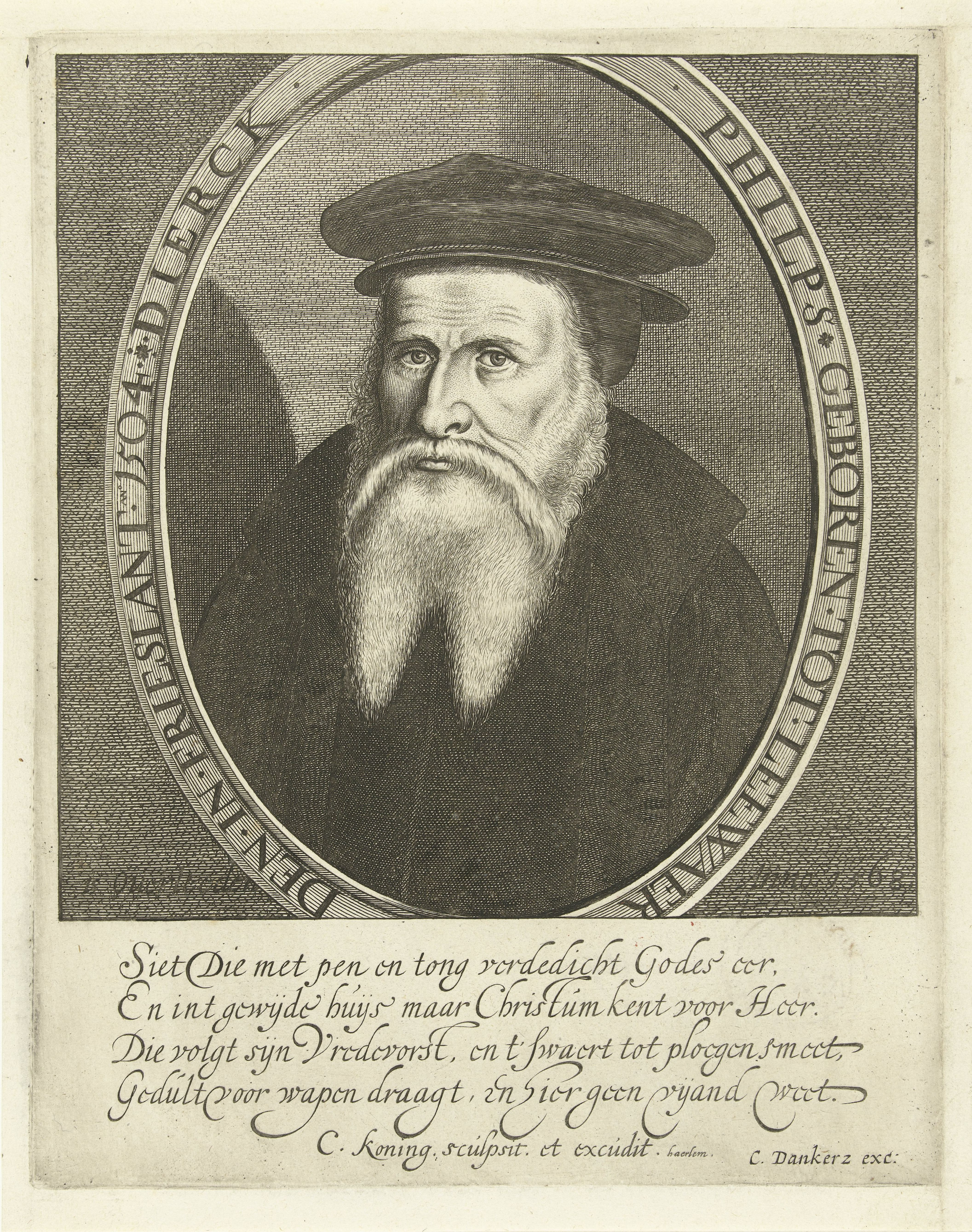
Dirk Philips

Dirk Philips (* 1504 in Leeuwarden; † 1568 bei Emden) war zusammen mit seinem Bruder Obbe Philips einer der ersten Führer der niederländischen und norddeutschen Täuferbewegung. Zusammen mit seinem Bruder und Menno Simons wurde Dirk Philips zu einem der Mitbegründer der Mennoniten.

## Leben
Dirk Philips, als illegitimer Sohn eines katholischen Pfarrers geboren, studierte Theologie und trat anschließend den Franziskanern bei. Am Ende des Jahres 1533 schloss sich Philips der Täuferbewegung an. Bereits ein Jahr später wurde er von seinem Bruder Obbe zum Ältesten ordiniert. Innerhalb der noch jungen Bewegung machte sich Philips vor allem als strikter Theologe und Dogmatiker einen Namen. Wie sein Bruder und Menno Simons lehnte Dirk Philips die apokalyptischen und militanten Ideen der Täufer von Münster um Jan Matthys ab und sammelte die pazifistischen Täufer, die an die Ideen der Stäbler anknüpften. Mit Menno Simons teilte Philips auch die Ansichten über die Gewaltfreiheit, die Menschwerdung Gottes (Inkarnation) und die Dreieinigkeit (Trinitatis). Philips stand für eine spiritualistische und monophysitische Christologie. In den Diskussionen über den Gemeindebann nahm Philips zusammen mit Leenaert Bouwens eine strikte Position ein, was mit zur Herausbildung der liberaleren Parteien der Waterländer und Hochdeutschen innerhalb der mennonitisch-täuferischen Bewegung führte. Im Konflikt zwischen Flamen und Friesen positionierte er sich später jedoch auf Seiten der Flamen, die stärker die Gemeindeautonomie betonten. Dies führte zur Verwerfung mit Leenaert Bouwens, der sich den Friesen anschloss.
Seit 1550 hatte er seinen Hauptwohnsitz in Danzig, wo sich damals schon viele niederländische Mennoniten befanden.